# Ray Ewry
Raymond Clarence „Ray“ Ewry (* 14. Oktober 1873 in Lafayette, Indiana; † 29. September 1937 in New York City, New York) war ein US-amerikanischer Leichtathlet, der an vier Olympischen Spielen teilnahm, 1900 in Paris, 1904 in St. Louis, 1906 bei den inoffiziellen Spielen in Athen und 1908 in London. Insgesamt gewann er bei diesen Spielen zehn Goldmedaillen, was ihn zu einem der erfolgreichsten Sportler der Olympischen Spiele der Neuzeit machte.

## Karriere
Das Außergewöhnliche an Raymond „Ray“ Ewrys sportlichen Karriere war, dass er als Kind im Alter von fünf Jahren an Kinderlähmung erkrankte und für einige Zeit einen Rollstuhl verwenden musste. Nach Abschluss eines Ingenieurstudiums an der Purdue University, wo er in verschiedenen College-Mannschaften American Football und Leichtathletik trieb, ging er nach New York und wurde Mitglied des New York Athletik Club.
Seine zehn Goldmedaillen gewann er sämtlich in den nur zwischen 1900 und 1912 bei Olympischen Spielen ausgetragenen Standsprungwettbewerben (Standhochsprung, Standweitsprung und Standdreisprung). Er war unumstritten der dominante Athlet dieser Disziplinen, und nicht ohne Grund lautete sein Spitzname The Human Frog.
Bei seiner ersten Olympiateilnahme, den Olympischen Spielen 1900 in Paris, gewann er in allen drei Disziplinen, die alle am selben Tag (19. Juli) ausgetragen wurden. Bei den Olympischen Spielen 1904 in St. Louis konnte er in allen drei Disziplinen den Titel des Olympiasiegers verteidigen. Der Standdreisprung wurde nach 1904 aus dem olympischen Programm genommen, so dass er bei den Olympischen Spielen 1908 in London nur seine Titel im Standhochsprung und Standweitsprung verteidigen konnte. Weitere zwei Goldmedaillen in denselben Disziplinen erzielte er bei den Olympischen Zwischenspielen 1906 in Athen, die aber vom IOC nicht zu den offiziellen Olympischen Spielen gezählt werden. Diese zwei Medaillen tauchen deshalb in den offiziellen Statistiken nicht auf. Alle Wettkämpfe, zu denen Ewry bei Olympischen Spielen angetreten war, hatte er gewonnen und es damit auf zehn Goldmedaillen gebracht. Damit ist er erfolgreicher als der amerikanische Schwimmer Mark Spitz oder sein Landsmann, der Leichtathlet Carl Lewis (je neun Goldmedaillen). Offiziell wird Ray Ewry jedoch mit acht Goldmedaillen auf dem zehnten Platz der erfolgreichsten Olympiateilnehmer aller Zeiten geführt (Stand 2019).
Sein Weltrekord im Standweitsprung von 3,476 m aus dem Jahr 1904 hatte bis 1938 Bestand. Danach wurde dieser Wettbewerb nicht mehr ausgetragen. In der Zeit zwischen 1898 und 1910 gewann er 15 AAU-Meisterschaften. 1974 wurde er in die National Track and Field Hall of Fame und 1983 in die US-amerikanische Olympic Hall of Fame aufgenommen.

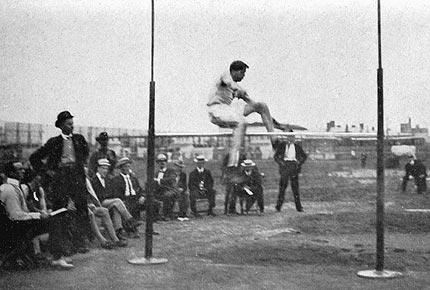
Ewry beim Standhochsprung 1904

Im Alter litt Ewry erneut an einer schweren Krankheit, der Knochentuberkulose. Infolge dieser Erkrankung starb er schließlich an einer Lungenentzündung.